# Rhipicephalus nitens
Rhipicephalus nitens är en fästingart som beskrevs av Neumann 1904. Rhipicephalus nitens ingår i släktet Rhipicephalus och familjen hårda fästingar. Inga underarter finns listade i Catalogue of Life.